# 레크리에이션 차량

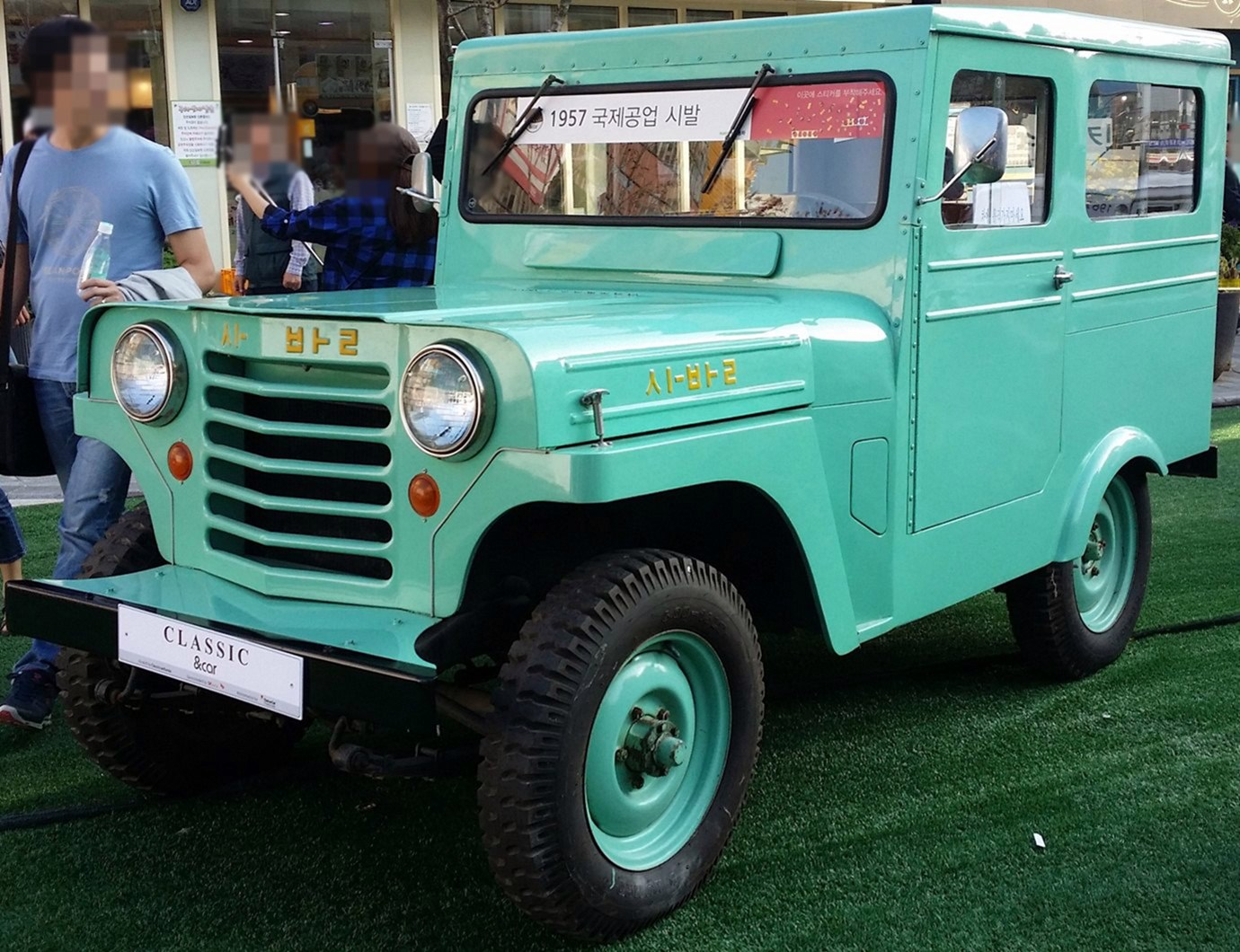
국제차량제작 시발

레크리에이션 차량( - 車輛, 영어: recreational vehicle, RV)은 북아메리카(북미)를 기준으로 하였을 때 캠퍼밴 등의 레저용 자동차를 말한다.

## 같이 보기
- 캠퍼밴
- 스포츠 유틸리티 자동차(SUV)
- 미니밴(MPV)